# Сартана
Сартана́ (урум. Сартана, грец. і понт. Σαρτανάς, з 1946 по 1992 рік — Примо́рське) — селище Донецької області, адміністративний центр Сартанської селищної громади Маріупольського району. Відстань до райцентру становить близько 17 км і проходить автошляхом місцевого значення. З березня 2022 року знаходиться в тимчасовій окупації військами Росії.

## Географія
У селищі річка Чернеча Раковата впадає у річку Кальміус.

## Загальні відомості
Розташоване на річці Кальміус за 118 км від Донецька. Одне із місць компактного проживання греків у Приазов'ї.
Головна вулиця поселення — Челюскінцев, яка має довжину 3 кілометри.

## Назва
Назва селища в перекладі з урумської мови означає «жовте теля» («сари» — жовтий, «тана» — теля). Впродовж 1938—1990 років селище називалося Приморське.

## Населення
Динаміка чисельності населення
| Рік  | Кількість мешканців |
| ---- | ------------------- |
| 1859 | 2482                |
| 1886 | 3295                |
| 1897 | 4834                |
| 1908 | 5154                |
| 1939 | 6218                |
| 1959 | 7856                |
| 1970 | 8823                |
| 1976 | 10100               |
| 1979 | 10031               |
| 1987 | 10900               |
| 1989 | 10791               |
| 1992 | 11000               |
| 1994 | 11000               |
| 1998 | 10800               |
| 2001 | 10950               |
| 2004 | 10900               |
| 2009 | 10795               |
| 2010 | 10793               |
| 2011 | 10772               |
| 2012 | 10762               |
| 2013 | 10783               |
| 2014 | 10779               |
| 2015 | 10728               |
| 2017 | 10578               |
| 2020 | 10240               |

За даними перепису населення 2001 року населення селища становило 10951 особу, із них 3,62 % зазначили рідною мову українську, 91,56 % — російську, 4,41 % — грецьку, 0,11 % — циганську, 0,06 % — білоруську, 0,03 % — вірменську, 0,01 % — молдовську та болгарську мови.
За даними перепису 1939 року у Сартані мешкало 4417 греків (71,0 %), 1131 українців (18,2 %), 597 росіян (9,6 %), 27 євреїв (0,4 %).

## Історія
Село було засноване 1780 року греками-румеями, які були переселеними російським урядом з однойменного села у гірському Криму.
У 1824 (або 1825) році у Сартані була побудована кам'яна церква на честь великомученика Георгія.
Впродовж 1825—1831 років у Сартані діяло Маріупольське духовне училище.
1935 року в Сартані був заснований фольклорний грецький ансамбль пісні і танцю «Сартанські самоцвіти», провідний грецький колектив Приазов'я та України. 1936 року ансамбль посів перше місце у Всесоюзному перегляді колективів національних меншин в Москві. З 1938 року — селище міського типу.
У 1959 році в Сартані була організована Маріупольська державна станція по племінній справі і штучному заплідненню сільськогосподарських тварин.
6 березня 2004 року була відкрита фабрика по вирощуванню бройлерів.
2005 року в Сартані був побудований новий храм святого Георгія.

### Російсько-українська війна
Під час російсько-української війни 2014 року проросійськими терористами 7 вересня 2014 року був обстріляний блок-пост у селищі.
14 жовтня 2014 року близько 15:00 терористи в напрямі від Комінтернове (з 12 липня 2016 року — Пікузи) обстріляли північну околицю Сартани, вибухнуло кілька снарядів, постраждали мирні жителі, що брали участь у похоронній процесії. Загинули семеро людей, ще сімнадцять осіб зазнали поранень. З нагоди цієї події встановлено пам'ятний знак «Загиблим односельчанам за час АТО».
17 жовтня 2014 року уряд Греції озвучив готовність допомоги постраждалим у результаті обстрілу в Сартані — повідомив заступник прем'єр-міністра і міністр закордонних справ Греції Евангелос Венізелос.
Вранці 14 лютого 2015 року бойовики обстріляли Сартану, зруйновано 3 будинки, чоловік з важкими пораненнями доправлений до міськлікарні, де від травм помер.
16 серпня 2015 року о 22:00 бойовики обстріляли Сартану, пошкоджено 50 будинків, 2 особи загинуло, 6 поранено, терористичному наступу протистояли вояки 79-ї бригади та морська піхота.
8 червня 2017 року проросійські терористи обстріляли зі ствольної артилерії Сартану, троє вояків ЗСУ зазнали контузії.

## Населення

### Мова
Розподіл населення за рідною мовою за даними перепису 2001 року:
| Мова            | Кількість | Відсоток |
| --------------- | --------- | -------- |
| російська       | 10027     | 91.56%   |
| грецька         | 483       | 4.41%    |
| українська      | 396       | 3.62%    |
| циганська       | 12        | 0.11%    |
| білоруська      | 7         | 0.06%    |
| вірменська      | 3         | 0.03%    |
| румунська       | 1         | 0.01%    |
| болгарська      | 1         | 0.01%    |
| інші/не вказали | 21        | 0.19%    |
| Усього          | 10951     | 100%     |

## Економіка
- агроцех № 9 — колишній колгосп імені Карла Маркса
- молочно-товарна ферма на 1200 голів — Сартанська держплеменстанція
- овочева база
- теплиці
- хлібопекарня
- кондитерський цех
- механічні майстерні
- станція технічного обслуговування
- АЗС
- автомийка
- майстерні з виготовлення пам'ятників
- «розумна» зупинка з сенсорним екраном і USB-зарядкою на сонячних батареях. Вартість: 460 тисяч гривень — побудована за допомогою грантових коштів.[21]

## Транспорт
Працюють маршрутні таксі
- 51т ДК «Іскра» — сел. Талаківка,
- 52т ДК «Іскра» — сел. Сартана,
- 53т ДК «Іскра» — вул. Зелена,
- 55т ДК «Іскра» — с. Гнутове.

## Культура

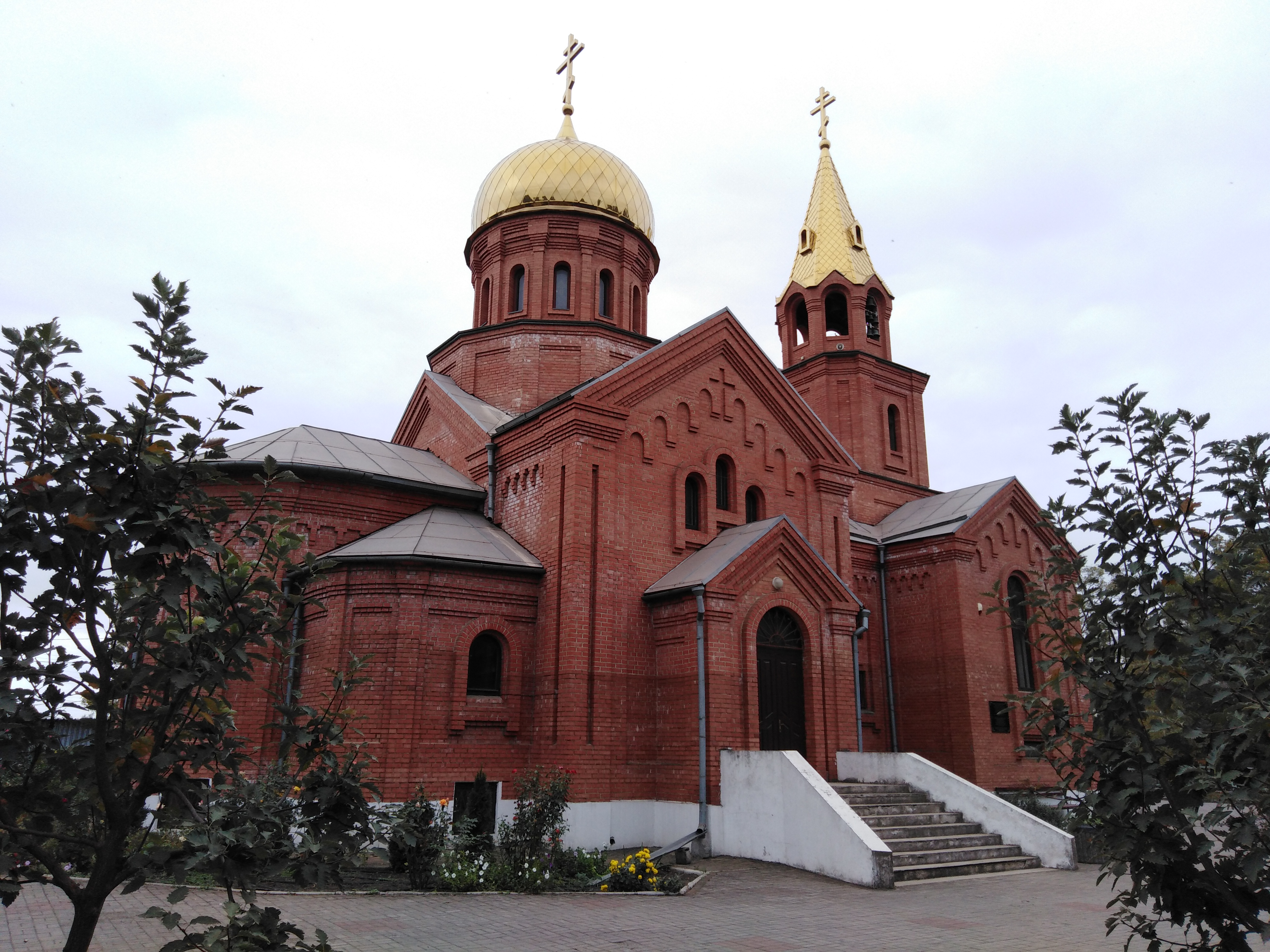
Церква святого Георгія у Сартані

1935 року в Сартані засновано грецький фольклорний ансамбль пісні і танцю «Сартанські самоцвіти», відновлений 1967 року.
1988 року у селищі вперше відбувся фестиваль грецької культури «Мега-Юрти» за ініціативи заслуженого працівника культури, поета, прозаїка, перекладача, композитора Доната Патричі.
- Сартанська музична школа.
- Сартанська бібліотека імені М. Лермонтова.
- Парк імені Кир'якова

### Культурно-розважальний центр «Село Вашури»— «Сартанський зоопарк»
Культурно-розважальний центр «Село Вашури» розташований в селищі Сартана на північно-східній околиці Маріуполя.
2008 року тут відкрили невеликий зоопарк, експозиція якого з тих пір постійно розширюється. У ставку цілий рік плавають лебеді, гуси, різні види качок, в тому числі з Голландії та Німеччини. Територію вподобали павичі, журавлі, фазани, екзотичні кури, страуси ему, перепела, яструби, цесарки. Є білки, нутрії, плямисті і благородні олені, європейські лані, в'єтнамські і дикі свині. При зоопарку формується дитяче містечко з різними розважальними атракціонами. Є фонтан, штучний водоспад, салон урочистостей «Лебедина вірність». Працює кафе «Марина» з великим літнім майданчиком і дитяче кафе «Малютка».

### Музей історії та етнографії греків Приазов'я

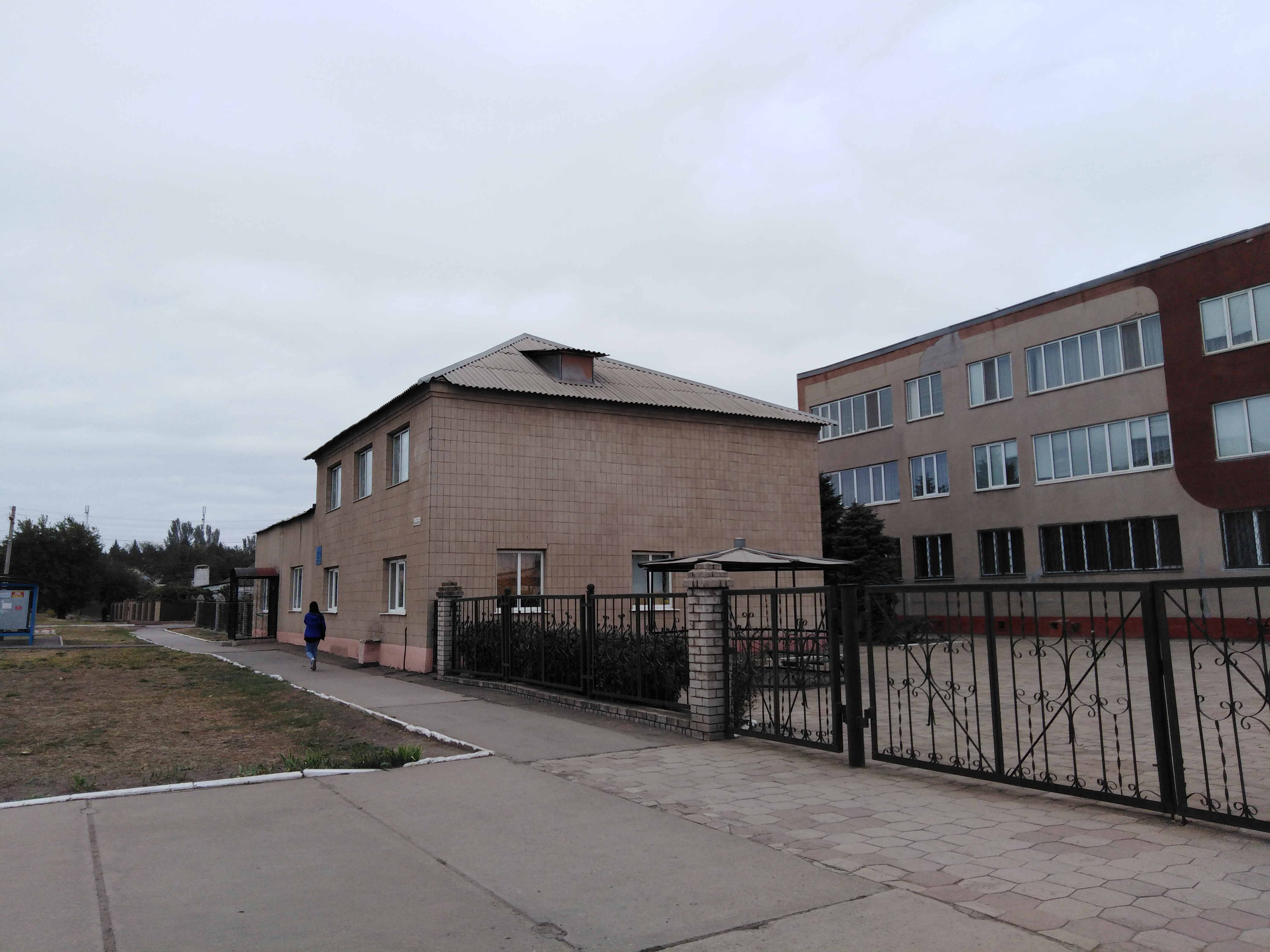
Будівля музею історії та етнографії греків Приазов'я

Музей історії та етнографії греків Приазов'я в селищі Сартана заснований 1987 року як музей на громадських засадах, а потім отримав статус народного музею. З 1997 року — Музей історії та етнографії греків Приазов'я.
Експозиція музею різносторонньо відображає процес переселення греків з Кримського ханства в Приазов'ї в 1778—1780 роках, засвоєння нового краю, розвиток господарської діяльності (землеробство, скотарство, торгівля, промисли), збереження культурних традицій (оформлення житла, одяг, прикраси, обряди і свята), розвиток греків Приазов'я до теперішнього часу.

### Молодіжний центр для активістів
Молодіжний центр заснований 2016 року. В ньому активісти створюють проекти, пишуть заявки на грант та реалізовують їх. Для акумуляції ідей усіх організацій та діячів заснували «Агенцію розвитку сартанського суспільства».

## Освіта
- Маріупольський професійний аграрний ліцей
- Спеціалізована загальноосвітня школа з поглибленим вивченням грецької мови
- Музична школа
- Дитячий садочок

## Відомі люди
- Балджи Анатолій — головний редактор газети федерації грецьких товариств України «Еліни України», автор повістей.
- Балахчі Федір (1972—2018) — старший матрос Збройних Сил України, учасник російсько-української війни.
- Верховський Дмитро Дмитрович — козак окремої пластунської сотні при кінному Гетьмана Івана Мазепи полку 2-ї Волинської дивізії Армії УНР.
- Димченко Грицько Васильович (р.н.н. — 17.06.1920, Подільська губ., м. Чернівці) — козак окремої пластунської сотні при кінному Гетьмана Івана Мазепи полку 2-ї Волинської дивізії Армії УНР.
- Каци Тамара  — українська співачка, етнічна грекиня, виконавиця грецької пісні (румейським діалектом). Була першою виконавицею Гімну греків України «ΕΜΠΡΟΣ!» (Вперед!) Доната Патричі.
- Кір'яков Леонтій (1919—2009) — румейський поет.
- Лаго Григорій — румейський поет.
- Папуш Дмитро — румейський поет і перекладач (з української та російської). Книги «Вибрані твори М. Лєрмонтова», «Рідне вогнище».
- Папуш Анастасія — румейська поетка і перекладачка.
- Петренко-Ксенофонтова Олімпіада — румейська поетеса і фольклористка.
- Узун Анатолій — етнограф і фольклорист.
- Хараман Ілсивет — найстаріша з відомих румейських поетів.
- Шамлі Микола Миколайович (* 1942) — український музикант, композитор, аранжувальник, концертмейстер.
- Шапурма Антон — румейський поет і перекладач, член Спілки письменників України.
- Шердиць Костянтин (* 1944) — діяч культури, поет, художній керівник Палацу студентів Національного юридичного університету імені Ярослава Мудрого, голова Харківського міського товариства греків України «Геліос» (2002—2007 рр.), почесний харків'янин.

## Галерея

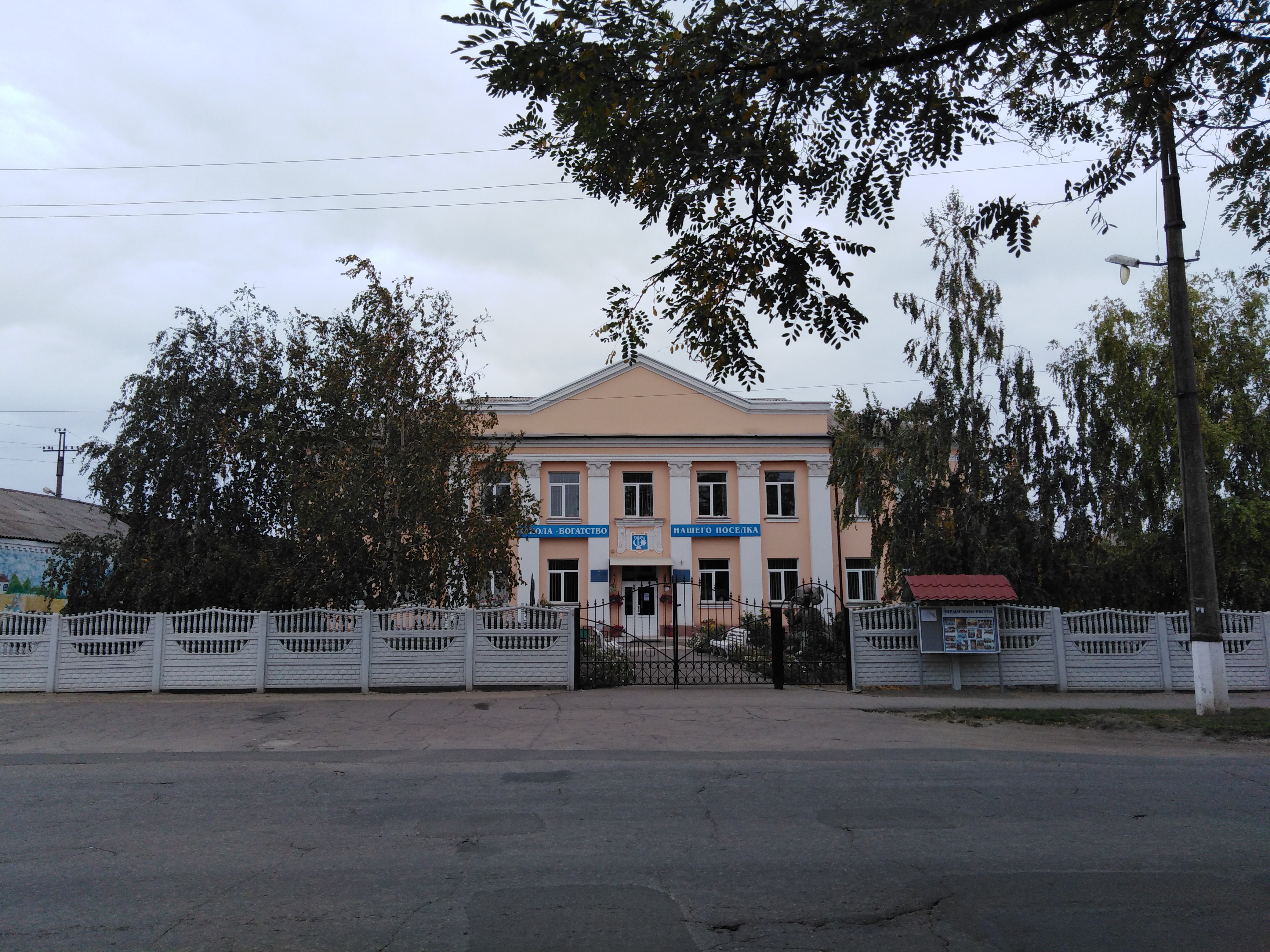
Музична школа
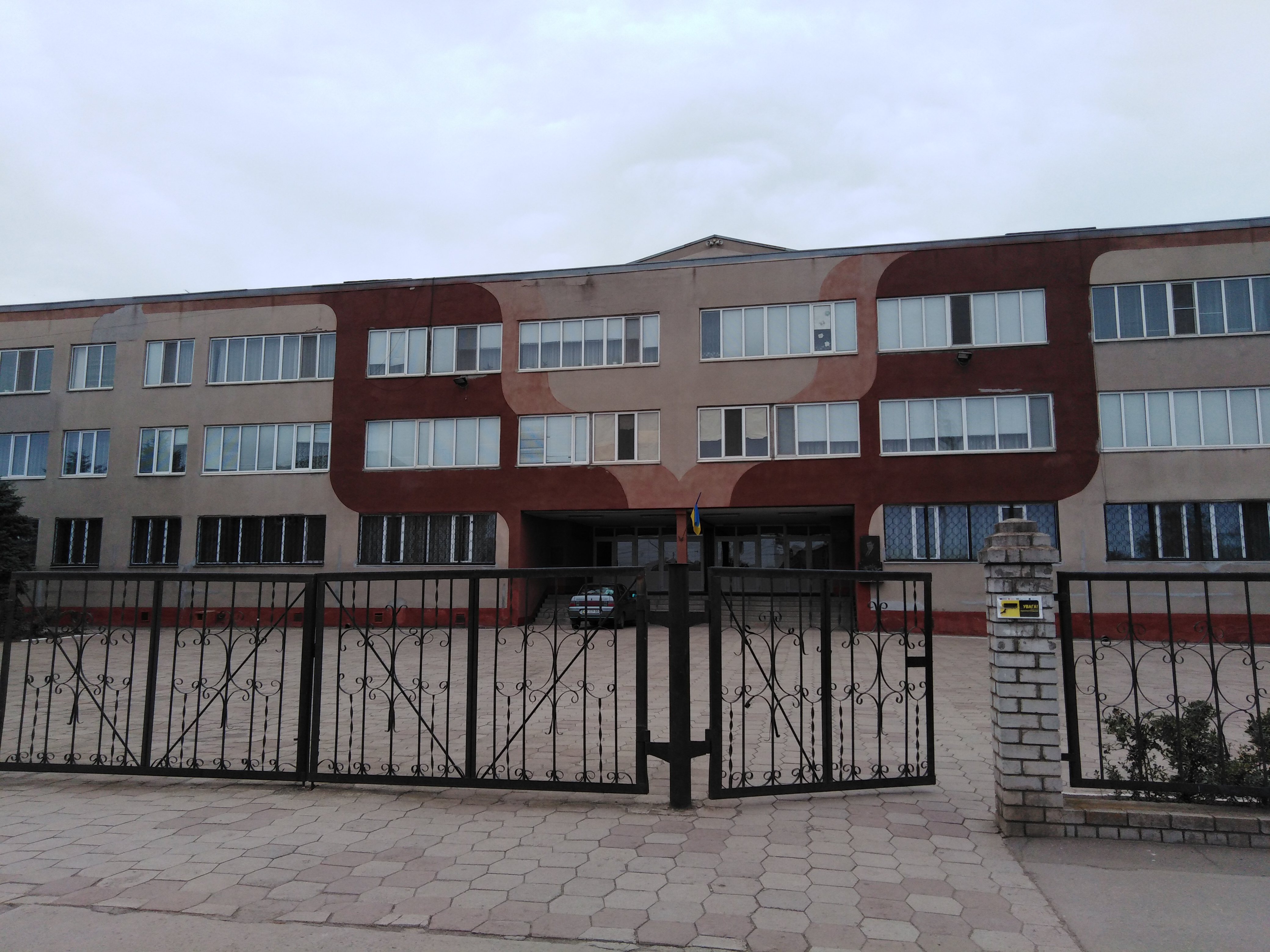
Школа №8
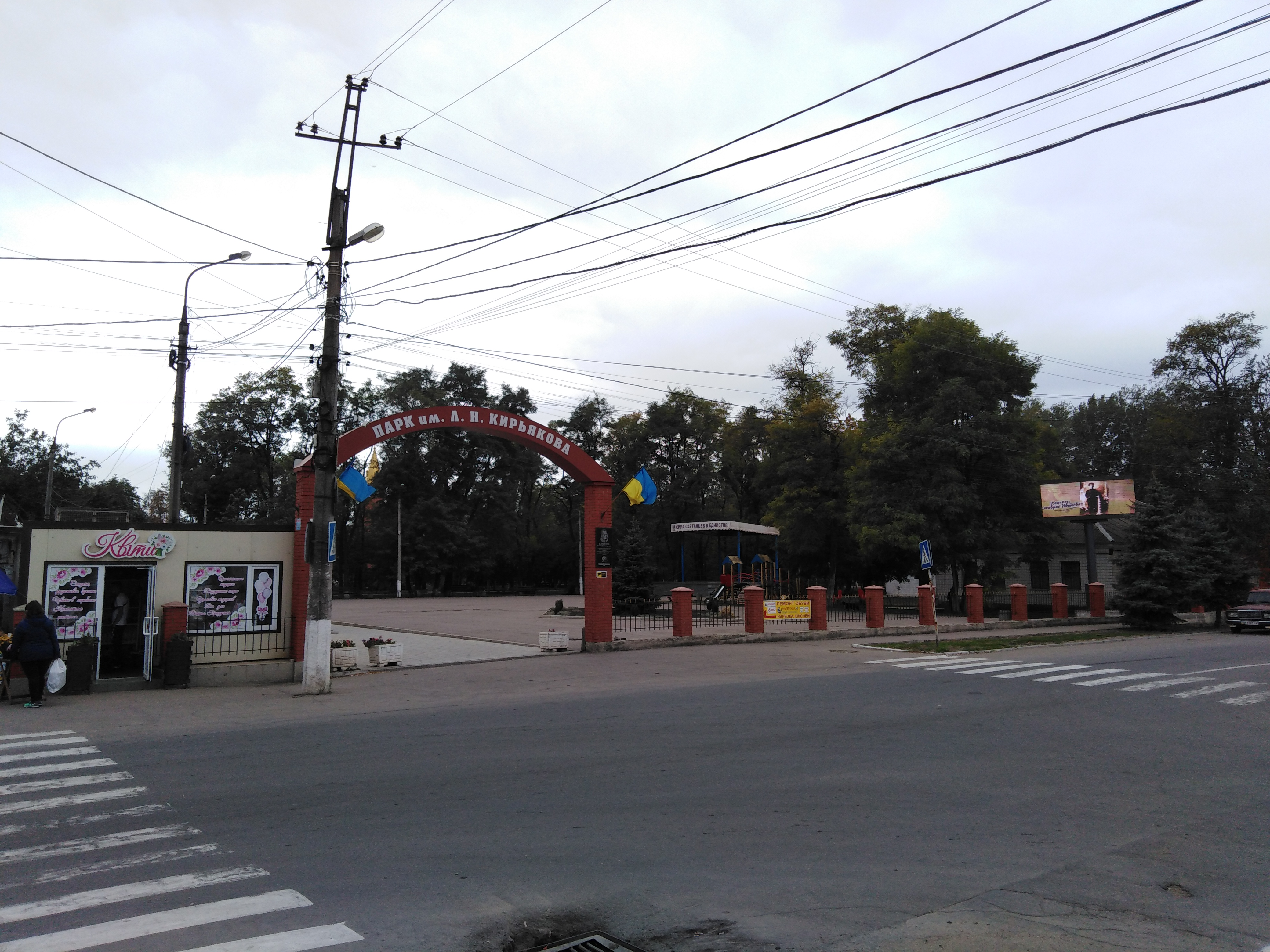
Парк імені Л.Н. Кір'якова
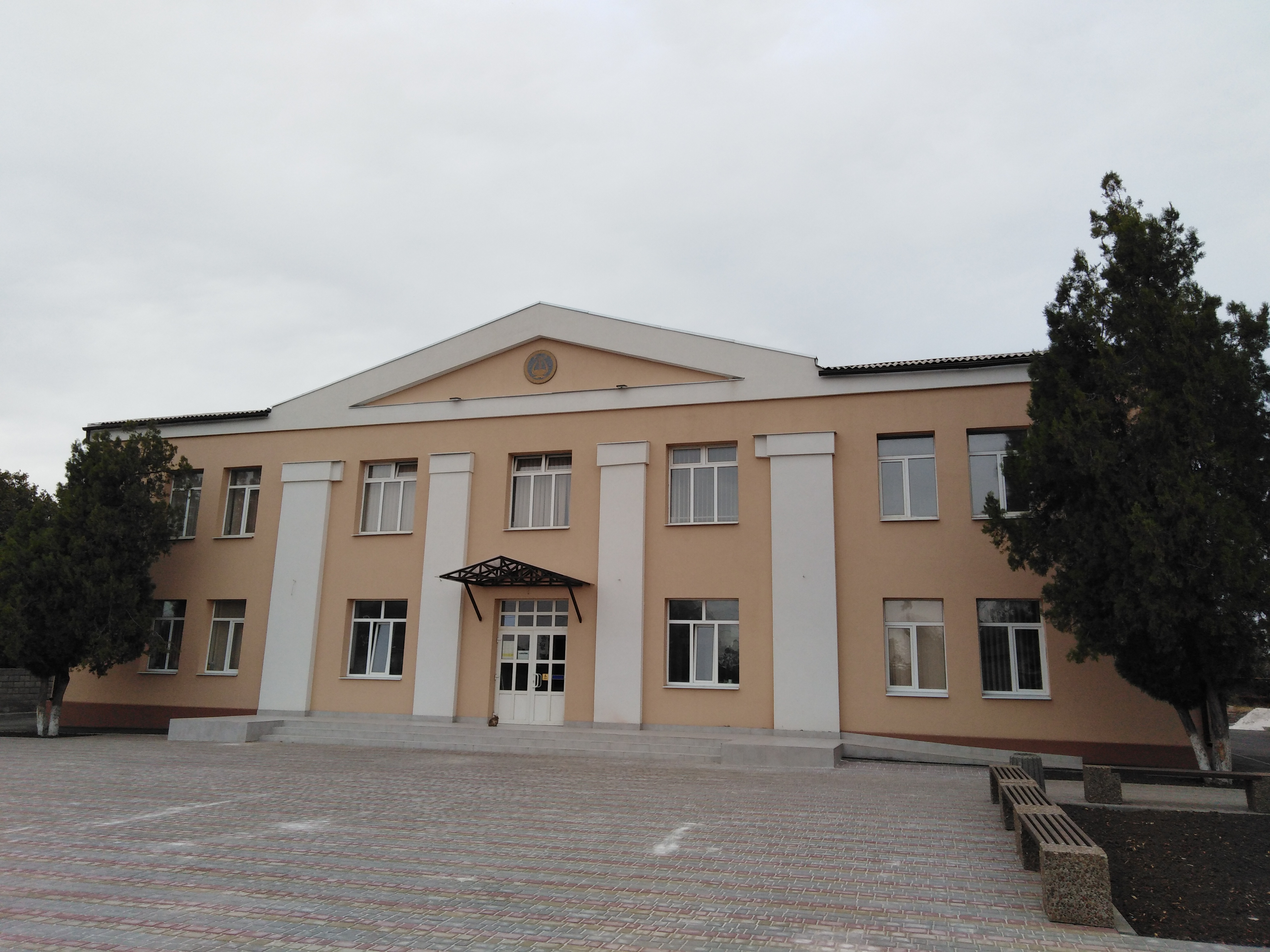
Будинок культури імені Тамари Каци
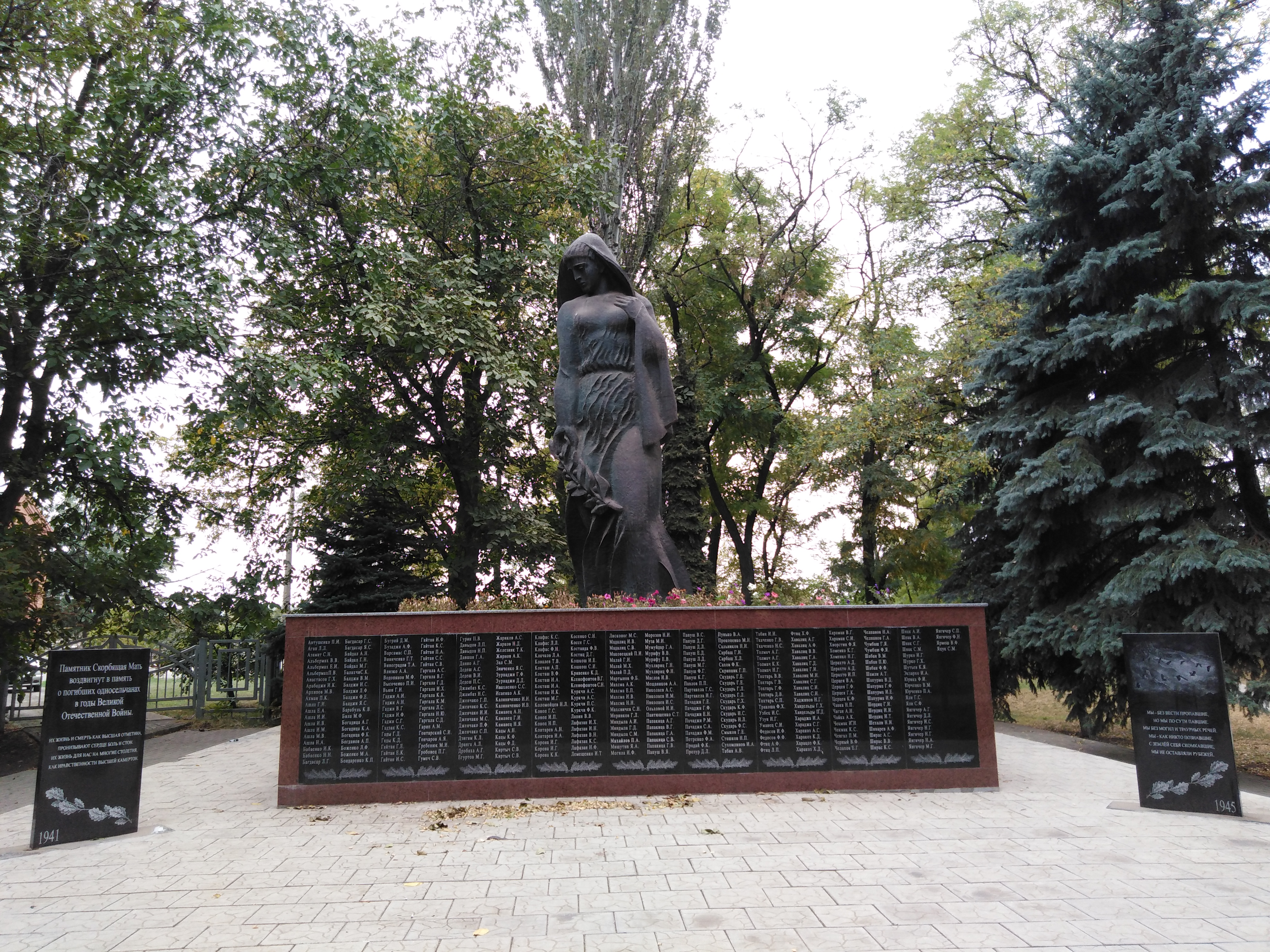
Меморіал
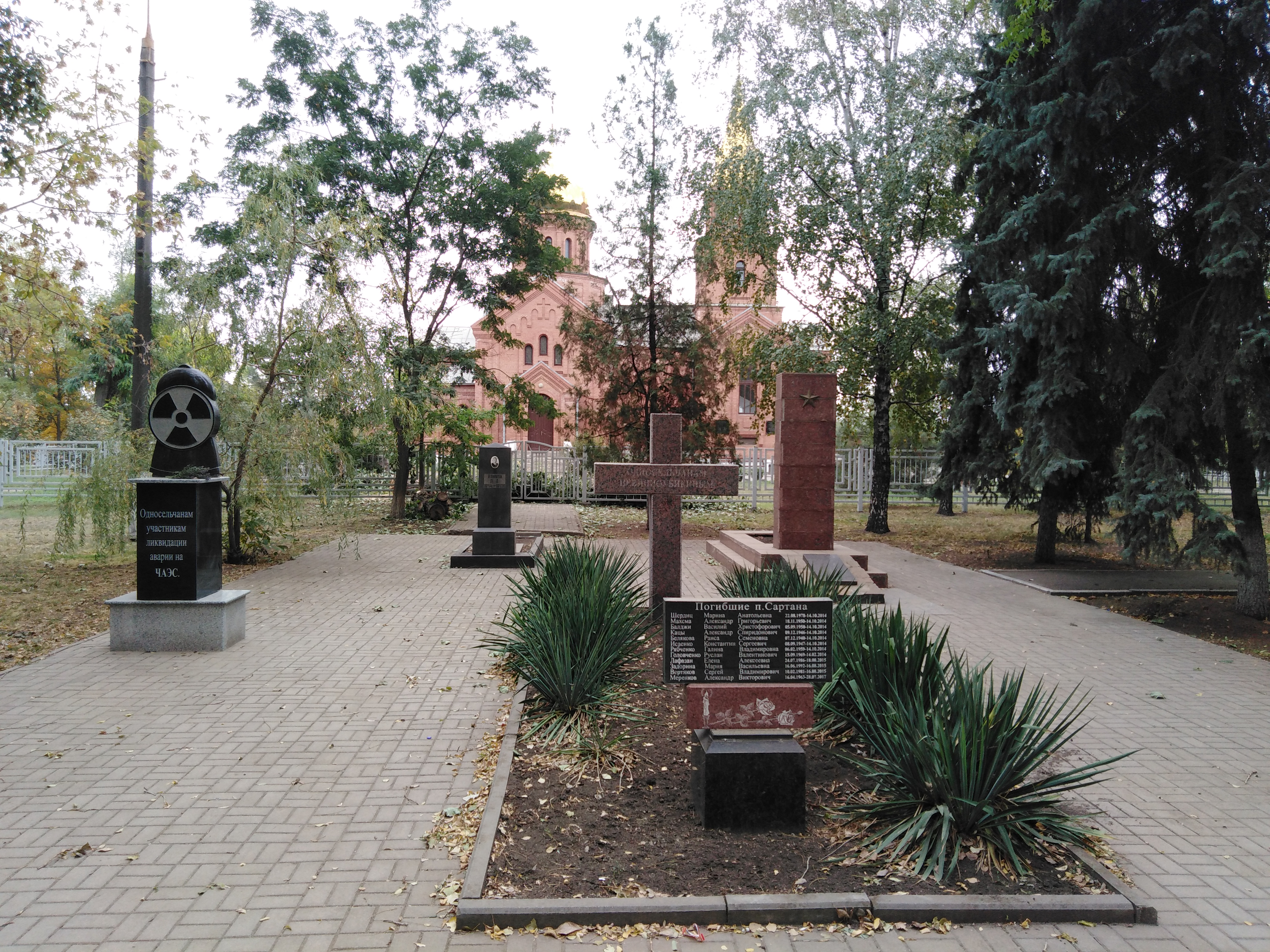
Меморіал